# 툴루즈 블라냐크 공항
툴루즈 블라냐크 공항(영어: Toulouse–Blagnac Airport, 프랑스어: Aéroport de Toulouse – Blagnac)은 프랑스 오트가론주 툴루즈에 위치한 국제공항으로, 프랑스의 항공 제조사인 에어버스와 ATR의 본사가 있다. 툴루즈 도심에서 북서쪽으로 약 6.7km 떨어진 곳에 위치해 있으며, 또한 일부 부지는 블라냐크에 위치해 있다.

## 개요
1953년에 개항했다. 1963년에 여객 터미널과 활주로를 확장했다. 1993년에 신 관제탑이 완공이 되었다.

## 운항 노선
| 항공사               | 목적지 | 터미널  |
| -------------------- | --- | ------- |
| 이스라에어 항공      | 계절편: 텔아비브 | D       |
| 로얄 에어 모로코     | 카사블랑카, 마라케시 | D       |
| 에어 아라비아 모로코 | 카사블랑카 | C       |
| 에어 알제리          | 알제, 오란 계절편: 콘스탄틴 | D       |
| 튀니스 에어          | 튀니스 | D       |
| 영국항공             | 런던(히드로) | C       |
| 이지젯               | 아가디르, 암스테르담, 바젤(뮐루즈), 브리스톨, 브뤼셀, 제네바, 릴, 런던(개트윅), 리옹, 마라케슈, 낭트, 니스, 파리(샤를 드 골, 오를리), 로마(레오나르도 다 빈치) 계절편: 바스티아, 피가리, 팔마데마요르카, 포르투, 서블 | C       |
| 제트투컴             | 계절편: 에든버러, 맨체스터, 리즈(브래드포드) | D       |
| BMI 리저널           | 브레멘 | C       |
| 에어프랑스           | 리옹, 마라케슈, 파리(샤를 드 골, 오를리), 스트라스부르 | B, C, D |
| HOP!                 | 마르세유, 낭트, 니스, 릴, 렌느 계절편: 칼비, 피가리 | C       |
| 에어 메니테라네      | 계절편: 아테네, 보드룸, 코르푸, 다카르, 헤라클리온, 란사로데, 라스팔마스(그랑카나리아), 마라케슈, 우지다. 파포스, 텔아비브                                                                                            | D       |
| 에글 아쥐르          | 알제, 오란 | D       |
| 에어 코르시카        | 아작시오 | C       |
| 유로 에어포스트      | 계절편: 빈 | D       |
| 트윈제트             | 메스(낭시), 밀라노(말펜사) | B       |
| XL 에어웨이스 프랑스 | 계절편: 푼타칸나 | D       |
| 루프트한자           | 뮌헨, 프랑크푸르트 | B       |
| 저먼윙스             | 함부르크 | B       |
| 게르마니아           | 공동 전세편: 함부르크(핀큰베르더) | B       |
| KLM 시티호퍼         | 암스테르담 | C       |
| 브뤼셀 항공          | 브뤼셀 | B       |
| 제트에어플라이       | 아가디르, 마라케시 계절편: 오우다 | D       |
| 에어링구스           | 더블린 | C       |
| 스위스 국제항공      | 취리히 | C       |
| 이지젯 스위스        | 바젤(뮐루즈), 제네바 | C       |
| 에게 항공            | 아테네 계절편: 헤라킬리온 | D       |
| 에어 노스트룸        | 마드리드, 서블 | B       |
| 볼로티아 항공        | 스트라스부르, 테네리페(사우스), 베니체(마르코폴로) 계절편: 아작시오, 바스티아, 피가리, 팔레모, 팔마데마요르카 | C       |
| 부엘링 항공          | 바르셀로나 계절편: 이비자, 말라가, 팔마데마요르카 | B       |
| 알리탈리아 항공      | 로마(레오나르도 다 빈치) | B       |
| 터키항공             | 이스탄불(아타튀르크) | C       |
| 선익스프레스 항공    | 계절편: 이즈미르 | D       |
| 포르투갈리아         | 리스본 | B       |
| 스카이택시           | 알버트 | B       |
| 에어트랜젯           | 계절편: 몬트리올(트뤼도) | D       |